# Scacchiera a diffusione
In crittografia una scacchiera a diffusione (o straddling checkerboard secondo la terminologia inglese) è un sistema per la conversione di un testo in chiaro alfabetico in cifre ottenendo simultaneamente il frazionamento (una semplice forma di diffusione dell'informazione) e l'omofonia (un semplice metodo per appiattire i picchi della distribuzione delle frequenze). La scacchiera a diffusione è anche nota come cifrario monomio-binomio.
Ecco un esempio di scacchiera a diffusione:
|   | 0 | 1 | 2 | 3 | 4 | 5 | 6 | 7 | 8 | 9 |
|   | E | T |   | A | O | N |   | R | I | S |
| 2 | B | C | D | F | G | H | J | K | L | M |
| 6 | P | Q | / | U | V | W | X | Y | Z | . |
| - | - | - | - | - | - | - | - | - | - | - |

Le celle della prima riga sono riempite con le 8 lettere dell'alfabeto che compaiono con maggior frequenza (nell'esempio, essendo basato sulla lingua inglese, esse sono A-E-I-N-O-R-S-T) e con 2 spazi bianchi. Non c'è numero di riga.
La seconda e la terza riga vengono completate aggiungendo le rimanenti lettere dell'alfabeto e numerandole con i numeri delle celle rimaste vuote nella prima riga (nell'esempio, la seconda riga è numerata con "2" e la terza riga con "6"). Le lettere di queste due righe possono essere mescolate tramite l'uso di una parola chiave oppure ordinate alfabeticamente: in questo caso si ricorre in genere ad un ulteriore passaggio atto a rendere più robusto lo schema di cifratura.
Dato che nella griglia ci sono 30 celle e che 2 celle della prima riga sono state lasciate vuote e dato che le lettere dell'alfabeto inglese sono 26, rimangono ancora 2 celle vuote. Non importa dove esse sono collocate e se vengono lasciate vuote oppure riempite con altri caratteri: l'importante è che il mittente ed il destinatario si accordino sullo schema da adottare.
Per cifrare una lettera bisogna prima individuare in quale riga compare: se compare nella prima riga, essa verrà semplicemente sostituita dal numero che identifica la colonna di appartenenza. Se invece compare sulle altre due righe, la lettera sarà sostituita da un numero composto da 2 cifre: la prima sarà l'indicativo della riga, la seconda quello della colonna. Ad esempio:
| A | T | T | A | C  | C  | A | R | E | A | L  | L  | A | L  | B  | A |
| 3 | 1 | 1 | 3 | 21 | 21 | 3 | 7 | 0 | 3 | 28 | 28 | 3 | 28 | 20 | 3 |
| - | - | - | - | -- | -- | - | - | - | - | -- | -- | - | -- | -- | - |

La sequenza numerica risultante, 3113212137032828328203, può essere spedita così com'è se la griglia è stata composta con l'ausilio di una parola chiave; di solito, però, viene effettuato un ulteriore passaggio, una trasposizione o una sostituzione. Come semplice esempio, ipotizziamo che le venga aggiunto un numero segreto (0452, per fare un caso) tramite addizione senza resto:
|   | 3 | 1 | 1 | 3 | 2 | 1 | 2 | 1 | 3 | 7 | 0 | 3 | 2 | 8 | 2 | 8 | 3 | 2 | 8 | 2 | 0 | 3 |
| + | 0 | 4 | 5 | 2 | 0 | 4 | 5 | 2 | 0 | 4 | 5 | 2 | 0 | 4 | 5 | 2 | 0 | 4 | 5 | 2 | 0 | 4 |
| = | 3 | 5 | 6 | 5 | 2 | 5 | 7 | 3 | 3 | 1 | 5 | 5 | 2 | 2 | 7 | 0 | 3 | 6 | 3 | 4 | 0 | 7 |
| - | - | - | - | - | - | - | - | - | - | - | - | - | - | - | - | - | - | - | - | - | - | - |

Da cui, usando la stessa scacchiera, si ottiene il testo in lettere:
| 3 | 5 | 65 | 25 | 7 | 3 | 3 | 1 | 5 | 5 | 22 | 7 | 0 | 3 | 63 | 4 | 0 | 7 |
| A | N | W  | H  | R | A | A | T | N | N | D  | R | E | A | U  | O | E | R |
| - | - | -- | -- | - | - | - | - | - | - | -- | - | - | - | -- | - | - | - |

La decifratura è semplicemente il processo inverso. Nonostante la dimensione dei gruppi possa variare, la decifratura è un'operazione non ambigua perché se l'elemento successivo da decifrare inizia con un "2" o con un "6" allora è una coppia di cifre, altrimenti è una cifra singola.
I cifrari che utilizzano la scacchiera a diffusione sono il cifrario VIC ed il SECOM.